# Eutrema deltoideum
Eutrema deltoideum là một loài thực vật có hoa trong họ Cải. Loài này được (Hook.f. & Thomson) O.E.Schulz mô tả khoa học đầu tiên năm 1924.